# Воронів Ліг
Воронів Ліг (рос. Воронов Лог) — селище у Брасовському районі Брянської області Росії. Входить до складу муніципального утворення Вороновологське сільське поселення. Населення — 289 осіб.
Розташоване за 5 км на північний захід від смт Локоть, біля автодороги М3  Москва — Київ.
Є відділення зв'язку, сільська бібліотека.

## Історія
Виник у 1920-ті роки. До 1954 входив до Городищенської 1-ї сільради, у 1954-1975 роках — у складі Крупецької сільради.

## Населення
За найновішими даними, населення — 289 осіб (2013).
У минулому чисельність мешканців була такою:
| Роки      | 1926 | 1979 | 1989 | 2002 | 2010 |
| --------- | ---- | ---- | ---- | ---- | ---- |
| Населення | 45   | 434  | 407  | 344  | 289  |